# Bratranec
Bratranec je označení pro syna strýce nebo tety. Antonymem je sestřenice. 

## Výrazy archaické, hovorové a nářeční
Slovník spisovného jazyka českého nerozlišuje bratrance podle toho, kdo byl jeho rodičem. Výrazy archaické, hovorové a nářeční jsou:
- strýčenec – syn otcova bratra,[pozn. 1]
- ujčenec – syn matčina bratra,
- tetěnec – syn otcovy nebo matčiny sestry,
- vlastník – syn otcova nebo matčina bratrance či sestřenice[3][pozn. 2]

Hovorově se bratranci někdy říká bratránek.